# Giuseppe Girotti

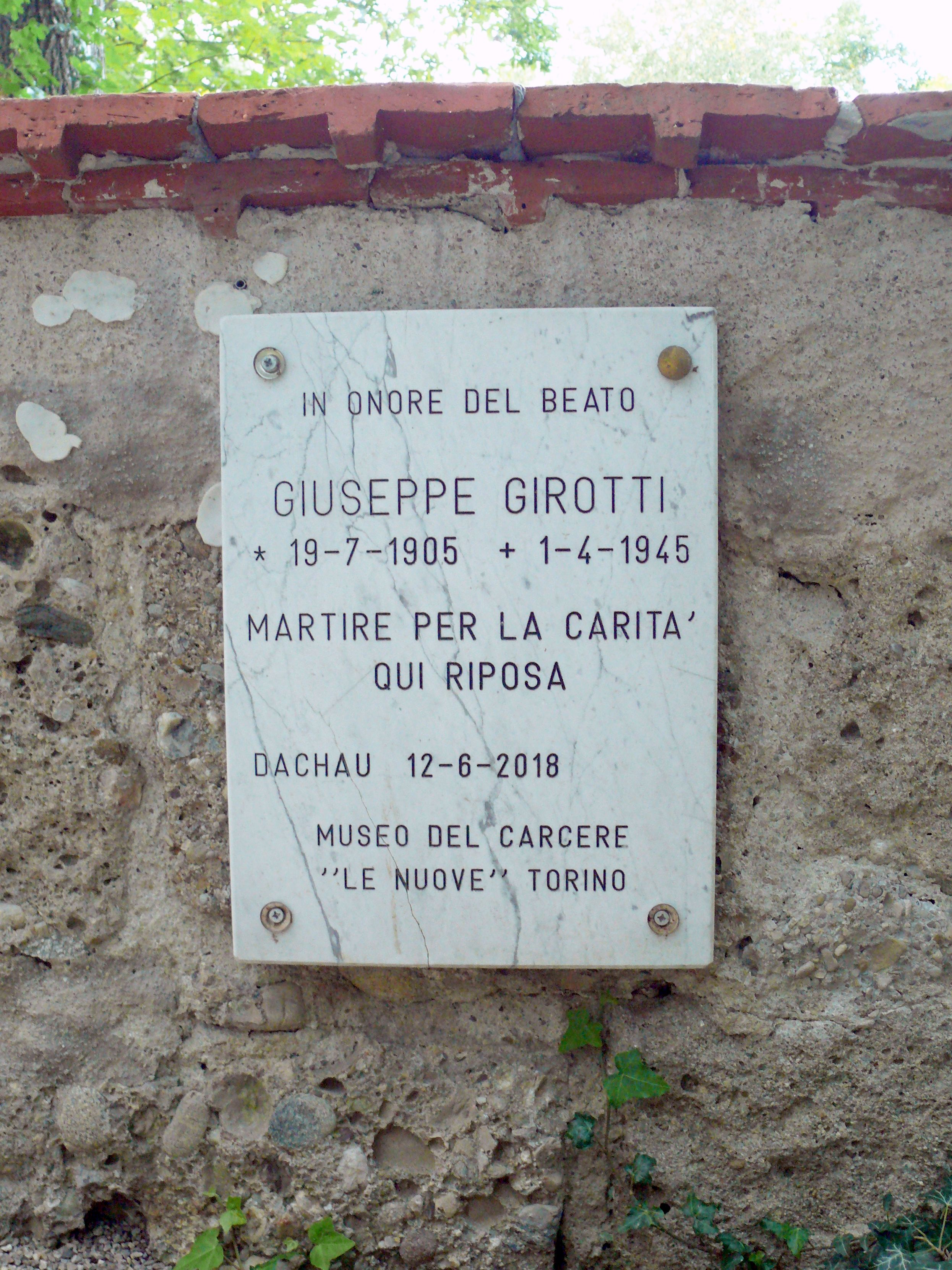
Gedenktafel auf dem KZ-Friedhof Dachau-Leitenberg

Pater Giuseppe Girotti OP (* 19. Juli 1905 in Alba, Piemont, Italien; † 1. April 1945 im KZ Dachau) war ein italienischer Ordensmann und Priester, Professor, Exeget und seit 9. Oktober 1944 Häftling im KZ Dachau. Die israelische Gedenkstätte Yad Vashem zeichnete ihn als Gerechten unter den Völkern aus.

## Leben
Girotti stammt aus bescheidenen Verhältnissen. Mit dreizehn Jahren ging er in das Priesterseminar Chieri. Er studierte an der Päpstlichen Universität Hl. Thomas von Aquin in Rom sowie an der École biblique in Jerusalem. Am 3. August 1930 wurde er zum Priester geweiht.
Girotti lehrte in Turin am theologischen Seminar Santa Maria delle Rose und an der Hochschule der Consolata-Missionare. Nach der deutschen Besatzung und der Gründung der Italienischen Sozialrepublik am 8. September 1943 baute Girotti ein Netzwerk zur Hilfe für die verfolgten Juden auf. Er beschaffte ihnen sichere Versteckmöglichkeiten sowie falsche Ausweispapiere.
Am 29. August 1944 wurde er aufgrund seiner antifaschistischen Aktivitäten verhaftet, nachdem er von einem Spitzel verraten worden war. Er war in Turin, Mailand (Gefängnis San Vittore) und Bozen inhaftiert, bis er in das KZ Dachau verlegt wurde. Laut der Aussage von Angelo Dalmasso, einem anderen inhaftierten Priester, war er gegenüber anderen Gefangenen sehr großzügig und für seine Offenheit sehr beliebt. Girotti starb am 1. April 1945 auf der Krankenstation im KZ Dachau. Ein Begleiter schrieb an seine Koje: Hier schlief San Giuseppe Girotti.

## Auszeichnungen
Am 14. Februar 1995 erhielt er als Anerkennung durch den Staat Israel posthum die Medaille als Gerechter unter den Völkern.
Zu seinen Ehren wurde in Yad Vashem in Jerusalem in der Allee der Gerechten ein Baum gepflanzt.

## Seligsprechung
Der Seligsprechungsprozess wurde 1988 eröffnet. Das Dekret zur Seligsprechung wurde am 27. März 2013 von Papst Franziskus unterzeichnet. Die Seligsprechung fand am 26. April 2014 im Dom von Alba statt.